# Zgorzelecki
Zgorzelecki là một huyện thuộc tỉnh Dolnośląskie của Ba Lan. Huyện có diện tích 839 km². Đến ngày 1 tháng 1 năm 2011, dân số của huyện là 92405 người và mật độ 110 người/km².